# Prince Othon
Pour les articles homonymes, voir Othon.
Prince Othon (Prince Otto) est un roman d'aventures de Robert Louis Stevenson. Paru dans le magazine Longman’s Magazine d'avril 1885 à octobre 1885, il est édité en volume aux éditions Chatto & Windus la même année.

## Résumé
Othon est le prince régnant de la principauté germanique imaginaire du Grunewald. Indolent, dénué de tout talent politique, Othon est en réalité un prince fantoche, qui a délégué son pouvoir par procuration à son épouse Amélie-Séraphine, elle-même sous l'emprise du premier ministre, le baron de Gondremark. Othon se fait bien quelques reproches sur sa faiblesse mais il se lamente surtout sur l'amour perdu de sa jeune épouse, que la rumeur populaire fait la maîtresse de Gondremark. Othon est tout à fait isolé dans ses occupations futiles, avec pour seul ami son cousin, le savant Gotthold mais qui refuse de l'aider dans les affaires d'État.
Un savant anglais, Sir John Crabtree, écrivant un livre sur toutes les cours d'Europe, est arrêté en raison du reportage malveillant qu'il vient d'écrire sur le prince et sa femme. Othon le rencontre en prison et ordonne sa libération.
Gondremark entraîne le pays vers une guerre d'invasion contre son petit voisin, le duché de Gerolstein. Othon, enfin scandalisé, décide d'intervenir mais avec maladresse : il dissout le conseil, menace Gondremark et veut enlever la procuration à Amélie-Séraphine. Le premier ministre réplique rapidement en convainquant la princesse de faire enfermer Othon et de déclarer la guerre. Othon, dépité et faible, accepte l'ordre d'enfermement signé de la main de son épouse.
C'est alors qu'intervient la comtesse de Rosen, une aventurière, complice et amoureuse de Gondremark mais qui n'est pas insensible à la situation d'Othon et qui surtout voudrait écarter Gondremark d'Amélie-Séraphine. Rosen prouve à la princesse que le premier ministre se joue d'elle, et lors d'un entretien houleux,  Amélie-Séraphine blesse grièvement Gondremark d'un coup de poignard.
Mécontent de leur gouvernement belliqueux, c'est le moment choisi par la population pour commencer la révolution. Amélie- Séraphine s'enfuit seule dans la forêt, et découvre pendant cette nuit d'angoisse son amour pour Othon. Elle est recueillie au petit matin par Sir John. Othon a été emprisonné avec Gotthold dans la forteresse de Felsenburg où Rosen vient le libérer. Sir John et Amélie-Séraphine les rejoint. Rosen s'enfuit, laissant les époux découvrir leur amour.
La république est déclarée au Grunewald, Othon et Amélie-Séraphine finissent leurs jours à écrire de mauvais poèmes, Rosen réussit à épouser Gondremark.

## Commentaires
Le Grunewald est un petit pays imaginaire des Alpes germaniques. Stevenson invente dans ce roman un genre nouveau[réf. nécessaire] qui aura quelques succès : il existe en effet tout une série de romans d'amour et d'aventure ayant pour cadre de telles principautés, le genre était en vogue au tournant du XXe siècle avec de notables extensions jusqu'à nos jours, notamment dans la bande dessinée. Les anglo-saxons les appellent une romance ruritanienne, du nom de la Ruritanie, créée par Anthony Hope dans son Prisonnier de Zenda, œuvre pourtant postérieure au Prince Othon de Robert Louis Stevenson.

## Éditions en français
- Le Roman du Prince Othon, trad. fr. Egerton Castle, Paris, Éditions Sillage, 288 p., 2010  (ISBN 978-2916266619)
- Prince Otto : Une romance, trad. fr. Raphaël Baud, préf. Lucien d'Azay, Paris, Les Belles Lettres, 288 p., 2025  (ISBN 9782251456966)